# Spiritomb
Spiritomb is een spook/donker-Pokémon uit de vierde generatie, ook wel de Diamond en Pearl-generatie genoemd. Deze Pokémon heeft als Nationaal nummer 442 en als Sinnoh nummer 108. De verdeling mannelijk/vrouwelijk is 50/50. De naam komt van het Engelse woord "Spirit" (vertaald naar Nederlands "energie" of "mentaliteit") en het Engelse woord "Tomb" (vertaald naar Nederlands "tombe"). Deze Pokémon kan niet evolueren.

## Uiterlijke kenmerken
Het is een Pokémon die lijkt op een steen waar een spook tevoorschijn uit komt. De hoofdkleur is paars met groene vlekken. De steen is bruin. In Shiny-vorm is de hoofdkleur blauw met paarse vlekken. De steen is nog steeds bruin.

## Ruilkaartenspel
Er bestaan drie standaard Spiritomb kaarten, waarvan twee het type Psychic als element hebben en één het type Darkness. Verder bestaat er nog een type Psychic Spiritomb C-kaart.

## In het wild
- Diamond/Pearl/Platinum: Het is moeilijk Spiritomb te vangen. De speler moet eerst de Odd Keystone in de Hallow Tower plaatsen, in de underground met 30 mensen praten, dan verschijnt hij aan de Hallow Tower.

## Pokédex omschrijving
- Diamond: Een Pokémon gevormd door 108 geesten. Hij is gebonden aan een spleet in een oude sleutelsteen.
- Pearl: Spiritomb is gebonden aan een spleet in een oude sleutelsteen als straf voor een misdaad 500 jaar geleden.
- Platinum: Door zijn aanhoudend kattenkwaad en misdaden werd Spiritomb gebonden aan een oude sleutelsteen met een mysterieuze toverspreuk.

## Tekenfilmreeks
Spiritomb komt maar één keer voor in de tekenfilmreeks, namelijk in The Keystone Pops.